# Forceville
Forceville é uma comuna francesa na região administrativa de Altos da França, no departamento de Somme. Estende-se por uma área de 7,57 km². Em 2010 a comuna tinha 176 habitantes (densidade: 23,2 hab./km²).